# Gvido Krisch
Gvido Krisch pravo ime mu je Janez Krisch, slovenski duhovnik, * 14. maj 1883, Kočevska reka, † 1941, Grad Hartheim pri Linzu, Tretji rajh (danes Avstrija).

## Življenje
Rodil se je očetu Janezu st. in materi Marjeti (rojena Haban). Leta 1906 je v križniškem redu izrekel slovesne zaobljube, ko pa je zaključil s študijem teologije, je bil 15. julija leta 1907 posvečen v duhovnika. Ko je močno zbolel, je nekaj časa bolezen preživljal v Križankah v Ljubljani, nazadnje pa je bil hospitaliziran v psihiatrično kliniko. Ko so Nemci okupirali del našega ozemlja, so se tudi na Slovenskem začeli izvrševati rasistični zakoni. Na ta način so duhovnika Gvida Krischa leta 1941 skupaj z drugimi bolniki odpeljali iz bolnišnice Novo Celje in ga umorili na gradu Hartheim pri Linzu.